# 楠木灯
楠木燈（日语：／ Kusunoki Tomori；1999年12月22日—）是來自日本東京都的女性聲優、歌手，所屬經紀公司為Sony Music Artists，唱片公司為SACRA MUSIC。

## 經歷
楠木燈自中學二年級起喜歡動畫，在再播時為花澤香菜演技所動，志向成為聲優。她未在聲優養成所學習，而是自學。
2016年，於Sony Music Artists主辦的試音企畫Anistoteles第5回中獲特別獎。楠木燈當時是沒有經驗，覺得聲優試音很嚴酷，以歌手志願參加的試音。
2017年，藉由電視動畫《情色漫畫老師》女中學生聲優出道。次年以《童話魔法使》鍵村葉月聲優的身份首次擔任動畫主演。
2018年4月15日，SMA voice內成員網站「TOMOROOM」開設。
2018年8月24日，以《刀劍神域外傳 Gun Gale Online》蓮的聲優之名義出演Animelo Summer Live 2018 "OK!"。
2019年3月9日，獲第13回聲優獎新人女優獎。
2019年12月29日，在楠木燈 生日演唱會 2019 Kusunoki Tomori coming-of-age『WRAPPED///LIVE廿』中正式出道。
2020年8月19日，發行首張正式出道獨唱EP《不適任者》。
2021年7月25日，舉辦線上演出《Tomori Kusunoki Story Live 「LOOM-ROOM #725 -ignore-」》。

## 人物
楠木燈自3歲起學習鋼琴，中學時代加入吹奏樂社，高中時代加入輕音社。對作詞作曲感興趣，發佈有原創CD。喜歡Sayuri、遙與美幸等歌手，以及投入自身感情的歌曲。
她在志向成為声優時，對設計感興趣，想邊讀美術学校，邊實現成為聲優的夢想。但得到動畫主演的決定後，覺得無法兼顧工作和學業而選擇了工作。成為聲優後，有時也有機會設計演唱會商品。她有繪畫方面的特長，常常繪製本人出演角色的畫像。
她在中學時代做過學生會長，覺得人前和平常的自己如同兩人而有樂趣，認為聲優職業是「成為自己本無法成為的人」，兩者的共同點是工作的樂趣。她對「變身」有強烈的憧憬，喜歡這類題材的魔法少女動畫，其中《東京喵喵》是她喜歡動畫的契機。她還喜歡物語系列、《盜夢偵探》等作品。
她認為自己「不服弱」。周圍人對她也多有「認真」的印象。東方收音機的中田敦彦在初次共同廣播談話時，評價她為多才，是「小島瑠璃子以來的衝擊」。
她表示，她在活動時以「大家的心是明燈」為指針，希望能陪伴在痛苦者的身邊。
然而她因先天體質的影響，在大量運動後容易使得關節周遭的肌肉出現疼痛、麻痺的現象，因此在2021年4月18日時宣布會密切關注並積極治療，但半年後該症狀並未明顯好轉，在2021年9月3日時，宣布了未來將避免任何具有大量舞蹈動作的演出，以保護她的身體健康狀態。2022年11月1日，宣布確診為埃勒斯-當洛二氏症候群，因此決定於2023年3月31日退出虹咲學園學園偶像同好會，辭演優木雪菜（中川菜菜）一角（游戏《Love Live! 學園偶像祭 ALL STARS》中已完成配音收录的内容不遵从上述时间限制）。而原角色改由林鼓子接任。

## 出演作品
粗體字為主要角色。

### 電視動畫
2017年
- 情色漫畫老師（女中學生）
- 戰姬絕唱SYMPHOGEAR AXZ（女孩）
- Just Because!（廣播社社員）
- 泥鯨之子們在沙地上歌唱（鈴）
- 少女終末旅行（女學生A）

2018年
- 童話魔法使（鍵村葉月[8]、灰姑娘）
- Slow Start（十倉光希[28]）
- 救難小英雄 逆襲的三惡人（竹千代）
- 刀劍神域外傳 Gun Gale Online（蓮／小比類卷香蓮[29]、小P、特殊音效）
- 星光頻道（2018—2020年，桃山光等）
- 齊木楠雄的災難 第2期（女僕）
- 最終休止符 -無止境的螺旋物語-（歐拉克爾）
- Anima Yell!（舘島虎徹[30]）
- 茜色少女（月見里真結希[31]）
- RELEASE THE SPYCE（才賀伊智香）

2019年
- 琴之森 第2期（艾蜜莉雅）
- ACTORS -Songs Connection-（光司陽菜）
- 刺客守則（梅莉達·安傑爾[32]）
- 歌舞伎町夏洛克（2019—2020年，茱莉）

2020年
- 遊戲王SEVENS（2020年—，霧島蘿米）
- 魔王學院的不適任者～史上最強的魔王始祖，轉生就讀子孫們的學校～（米夏·涅庫羅[33]／艾夏〈米夏+莎夏〉）
- DECA-DENCE（夏芽）
- Love Live! 虹咲學園學園偶像同好會（優木雪菜[34]）
- 魔女之旅（瑟琳娜）

2021年
- 奇蛋物語 Wonder Egg Priority（青沼音瑠、青沼愛瑠）
- 怪物事變（蚊賀桃香）
- 精靈幻想記（萊娣法[35]）
- 前輩有夠煩（五十嵐雙葉）
- Muv-Luv Alternative（鑑純夏）

2022年
- Petit Sekai（宵崎奏）
- Love Live! 虹咲學園學園偶像同好會（第2期）（優木雪菜）
- 不會拿捏距離的阿波連同學（佐藤花子[36]）
- 天籟人偶（鴉羽[37]）
- 遊戲王GO RUSH（霧島蘿維安）
- 鏈鋸人（真紀真）
- 給不滅的你 Season2（希沙梅[38]）

2023年
- 間諜教室（安妮特[39]）
- 虹咲四格 動畫版（優木雪菜[40]）
- 傲嬌反派千金莉潔洛特與實況主遠藤同學及解說員小林同學（莉潔洛特·里芬修坦[41]）
- 魔王學院的不適任者 II ～史上最強的魔王始祖，轉生就讀子孫們的學校～（米夏·涅庫羅）
- 英雄王，為了窮盡武道而轉生～而後成為世界最強見習騎士♀～（里歐妮·阿勒法[42]）
- 魔法少女毀滅者（狂太郎[43]）
- 遊戲王GO RUSH（霧島蘿米）
- 殭屍100～在成為殭屍前要做的100件事～（三日月閑[44]）
- 位於戀愛光譜極端的我們（谷北朱璃[45]）
- 家裡蹲吸血姬的鬱悶（黛拉可瑪莉·崗德森布萊德[46]）
- 豬肝記得煮熟再吃（潔絲[47]）
- 堤亞穆帝國物語～從斷頭台開始，公主重生後的逆轉人生～（安妮·理特斯坦[48]）
- 神選（唯世[49]）
- 鐵路浪漫譚2（むむむ[50]）
- 黑暗集會（百鬼曜子）

2024年
- 肌肉魔法使-MASHLE- 神覺者候補選拔試驗篇（斯拉拉·黑爾斯頓[51]）
- 魔都精兵的奴隸（和倉青羽[52]）
- 非自願的不死冒險者（蘿拉）
- Unnamed Memory 無名記憶（蜜菈莉絲）
- 刀劍神域外傳 Gun Gale Online II（蓮／小比類卷香蓮[53]）
- 精靈幻想記2（萊娣法[54]）
- 神選 Season2 完結篇（唯世）

2025年
- S級怪獸《貝希摩斯》被誤認成小貓，成為精靈女孩的騎士（寵物）一起生活（芭爾坎[55]）
- Unnamed Memory 無名記憶 Act.2（蜜菈莉絲[56]）
- 不會拿捏距離的阿波連同學 season2（佐藤花子[57]）
- 忍者與殺手的同住日常（草隱飛鳥）
- WITCH WATCH 魔女守護者（宮尾音夢[58]）
- 異世界默示錄麥諾格拉～從毀滅文明開始征服世界～（汙泥的阿荼[59]）
- 朋友的妹妹只纏著我（月之森真白）
- 給不滅的你 Season3（水葉[60]）

2026年
- 魔都精兵的奴隸2（和倉青羽[61]）

時期未定
- BLADE & BASTARD（賈貝吉[62]）

### 劇場版動畫
2019年
- 劇場版城市獵人 新宿 PRIVATE EYES（幼女）

2020年
- 劇場版高校艦隊（阿部亞澄[63]）

2021年
- 熱情閃耀！光之美少女電影版 雪之公主與奇蹟的戒指！（霍萬）

2025年
- 劇場版世界計畫 毀壞的世界與無法歌唱的未來（宵崎奏[64]）
- 劇場版 鏈鋸人 蕾潔篇（真紀真[65]）

### 網路動畫
2019年
- 少女☆寸劇 All Starlight（巴珠緒[66]）

2022年
- TIGER & BUNNY 2（菈菈·柴可夫斯卡亞[67]）
- BASTARD!!暗黑破壞神（迪亞·諾特·陽子[68]）

### 遊戲
2017年
- Revolve（白雪芽衣[69]）
- 閃耀幻想曲（2017—2018年，琪拉拉[70]、舘島虎徹[71]、十倉光希）

2018年
- WAR OF BRAINS Re:Boot（帝国白魔道 羅莎[72]）
- 刀劍神域 奪命凶彈（蓮[73]）
- 極光的雷姆利亞（瑪莎[74]）
- 問答RPG 魔法使與黑貓維茲（王子日葵／謎之向日葵[75][76][77]）
- 白貓Project（碧雅娜·梅海倫[78]）
- 花園学園（薇薇[79]）
- Hortensia SAGA 蒼之騎士團（普連謝爾[80]）
- 少女☆歌劇 Revue Starlight -Re LIVE-（巴珠緒[81]）
- Vital Gear（芙拉巴雷特[82]）
- 逆轉奧賽羅尼亞（加那利[83]）
- Destiny Child（維納斯[84]）
- 恒星少女（寶莉瑪[85]）

2019年
- 非人類学園 -Extraordinary Ones-（一反木綿[86]）
- Merry Garland（碧爾基爾[87]）
- 政劍Manifestia（雛子·迫水、莓·宮澤、薩利努·出光[88]）
- 怪物彈珠（胡喜媚[89]、雷古勒斯[90]、涅槃寂靜[91]、珂爾緹娜[92]）
- Engage Princess～睡美人與夢幻魔法使～（克羅莉亞[93]）
- Brown Dust（蕾克莉絲[94]）
- 碧藍航線（2019—2020年，西雅圖[95]、伊58[95]、格拉斯哥）
- 消滅都市0.（菖蒲[96]）
- 八月的棒球甜心（小鳥遊柚[97]）
- 劍與天秤的刑偵劇（莉涅特[98]）
- Dragon Quest Rivals（塞拉菲[99]）
- 如獅（濃姬[100]）
- Love Live! 學園偶像祭 ALL STARS（優木雪菜[101]）
- 東方大砲彈（高麗野阿吽[102]）
- 妖怪正傳～物怪山海經～（花鈴[103]）

2020年
- Venus Eleven Bibitto!（天使美琴[104]）
- 喵格里拉（拉拉[105]）
- 8 beat Story♪（奎爾[106]）
- BATON=RELAY（堤八雲[107]）
- Cytus II（Vanessa[108]）
- 共鬥言語RPG 言靈（Utaware[109]、Korobi Shop[110]）
- 世界计划 缤纷舞台！ feat.初音未来（宵崎奏[111]）
- 碧藍幻想（ホリン[112]）
- Final Fantasy水晶編年史 Remastered Edition（ベル・ダット[113]） - DLC角色

2021年
- 偶像榮耀（橋本さとみ[114]）
- 關於我轉生變成史萊姆這檔事：魔王與龍的建國譚（辛西亞）

2022年
- DEEMO II（Echo[115]）
- 緋染天空 Heaven Burns Red（茅森月歌）
- 勝利女神：妮姬（毒蛇）

2024年
- 崩坏：星穹铁道 （流螢[116])

### 廣播劇CD
- 《精靈幻想記》小說第12、14卷廣播劇CD限定特装版（2018—2019年，萊娣法[117][118]）
- 《哥布林殺手》小說第12卷廣播劇CD（2020年，赤毛森人）
- 《朋友的妹妹只纏着我》小說第4、5、7、8、9卷附CD特裝版（2020年—2022年，月之森真白[119]）

### 解說
- Animelo Summer Live 2019密著特番（2019年9月28日，BS富士）[120]

### 電臺
加※的是網路電臺。
- 童話魔法使 楠木燈的見習電臺（2017—2018年，音泉※、HiBiKi Radio Station※、超!A&G+※）[121]
- 刀劍神域外傳 Gun Gale Offline（2018年，音泉※、HiBiKi Radio Station※）[122]
- 楠木燈的閃耀幻想曲電臺（2018年—，AbemaRADIO※）[123]
- Love Live! 虹咲學園 ～午休放送室～（2018—2020年，HiBiKi Radio Station※）[124]
- 楠木燈的燈露燭（2018年—，音泉※）[125]
- 本渡楓、燈楠木的FUN'S PROJECT LAB（2019—2020年，文化放送）
- 刺客守則電臺（2019—2020年，HiBiKi Radio Station※）[126]
- 朋友的妹妹在電臺也很煩人（2019年—，YouTube※、Twitter※）[127]，不定期更新
- Love Live! 虹咲學園 ～早安放送室～（2020年—，HiBiKi Radio Station※）[128]
- 楠木燈 The Music Reverie（2020年—，文化放送）[129]
- 魔王學院的不適任者～史上最強的魔王始祖，轉生參加子孫們的電臺～（2020年—，音泉※）[130]

### 電臺CD
- 《童話魔法使》BD第2、4、6卷初回限定電臺CD特典（2018—2019年）[131]
- DJCD《刀劍神域外傳 Gun Gale Offline》Vol.1（2018年）[132]
- DJCD《楠木燈的燈露燭》（2019年）[133]
  - 魔法少女莉露莉露電臺（2019年）[134]
  - 還是孩子的NINETEEN!?（2020年）
  - 笑聲特訓，是真的卍——！（2020年）

### 影像商品
- 《童話魔法使》BD第1、3、5卷初回限定Niconico生放送特番影像特典（2018年）[131]
- 《童話魔法使》BD第1—6卷演員綜藝影像特典 《又一個「魔女之夜」》Part 1–6（2018—2019年）[131]
- DVD「楠木燈的Real Squad Jam！」（2018年）

### 舞臺
- 罠 Piège pour un homme seul（2019年，伊麗莎白[135]）
- 聲音優秀之俳優的Drama Leading「心」（2019年，静[136]）
- 以朗讀描繪海外名作系列 音樂朗讀劇 「悲慘世界」（2019年，珂賽特等[137]）

### 其他
- 溫泉女孩（2017年，大手町梨稟[138]）
- 《童話魔法使》小説第4卷限定版特典聲音劇（2018年，鍵村葉月[139]）
- Ban Meshi♪（2018年，栗花落夜風）
- 《間諜教室》PV（2020年，代號〈忘我〉[140]）
- 《豬肝記得煮熟再吃》PV（2020年，潔絲[141]）
- 鈴代與楠木的GANGAN GA頻道妹煩特別篇（2020年7月9日，YouTube、Niconico動畫）[142]

## 音樂
虹咲學園學園偶像同好會相關歌曲參見虹咲學園學園偶像同好會。

### 單曲
網路配信
| 發售日期       | 標題       | 發售形態 |
| -------------- | ---------- | -------- |
| 2020年12月23日 |            | 數位下載 |
| 2021年2月6日   | sketchbook | 數位下載 |
| 2021年8月25日  |            | 數位下載 |
| 2022年3月30日  | 山荷葉     | 數位下載 |
| 2022年5月11日  |            | 數位下載 |

### 迷你專輯
| 枚  | 發售日         | 名稱            | 規格品番     | 規格品番     | 規格品番       | 規格品番  | Oricon週榜最高位 |
| 枚  | 發售日         | 名稱            | 初回限定盤 A | 初回限定盤 B | 期間生産限定盤 | 通常盤    | Oricon週榜最高位 |
| --- | -------------- | --------------- | ------------ | ------------ | -------------- | --------- | ---------------- |
| 1st | 2020年8月19日  | 不適任者        | VVCL-1660/1  | VVCL-1662/3  | VVCL-1665/6    | VVCL-1664 | 6位              |
| 2nd | 2021年4月28日  | Forced Shutdown | VVCL-1838/9  | VVCL-1840/1  | VVCL-1842/3    | VVCL-1844 | 4位              |
| 3rd | 2021年11月10日 | narrow          | VVCL-1936/7  | VVCL-1938/9  | VVCL-1940/1    | VVCL-1942 | 9位              |
| 4th | 2022年6月1日   |                 | VVCL-2046/7  | VVCL-2048/9  | VVCL-2050/1    | VVCL-2052 | 6位              |

### 音樂合作
| 樂曲     | 音樂合作一覽                                                                     | 時期   |
| -------- | -------------------------------------------------------------------------------- | ------ |
| 不適任者 | 電視動畫《魔王學院的不適任者～史上最強的魔王始祖，轉生就讀子孫們的學校～》片尾曲 | 2020年 |

### 演唱會商品CD
|     | 發售日         | 名稱                     | 收錄曲                          | 販賣場所                          |
| --- | -------------- | ------------------------ | ------------------------------- | --------------------------------- |
| 1st | 2018年12月16日 | Acoustic CD [bottled-up] | 1. 眺望之空 2. Clover           | Kusunoki Tomori birthday live     |
| 2nd | 2019年7月21日  | ■STROKE■                 | 1. Sketchbook 2. 曉 3. Romanron | 楠木燈 夏季演唱會2019蜃氣樓的地鏡 |

### 角色曲
| 發售日   | 商品名稱                                                                         | 歌手                                                                           | 歌曲                                         | 備註                                                                             |
| 2018年   | 2018年                                                                           | 2018年                                                                         | 2018年                                       | 2018年                                                                           |
| -------- | -------------------------------------------------------------------------------- | ------------------------------------------------------------------------------ | -------------------------------------------- | -------------------------------------------------------------------------------- |
| 5月9日   | To see the future                                                                | 蓮（楠木燈）                                                                   | To see the future                            | 電視動畫《刀劍神域外傳 Gun Gale Online》片尾曲                                   |
| 6月22日  | 刀劍神域外傳 Gun Gale Online BD/DVD第1卷特典CD                                   | 蓮（楠木燈）                                                                   | Lucky Girl                                   | 電視動畫《刀劍神域外傳 Gun Gale Online》相關曲                                   |
| 11月7日  | 電視動畫《Anima Yell!》主題曲集 -Smile-                                          | 神木高中啦啦隊社                                                               | Jump Up↑Yell!!                               | 電視動畫《Anima Yell!》片頭曲                                                    |
| 11月7日  | 電視動畫《Anima Yell!》主題曲集 -Smile-                                          | 神木高中啦啦隊社                                                               | One for All                                  | 電視動畫《Anima Yell!》片尾曲                                                    |
| 11月7日  | 電視動畫《Anima Yell!》主題曲集 -Smile-                                          | 神木高中啦啦隊社                                                               | Color select                                 | 電視動畫《Anima Yell!》相關曲                                                    |
| 11月7日  | 電視動畫《Anima Yell!》主題曲集 -Wink-                                           | 舘島虎徹（楠木燈）                                                             | 大大泄露♥Secret Heart                        | 電視動畫《Anima Yell!》相關曲                                                    |
| 11月28日 | 刀劍神域外傳 Gun Gale Online BD/DVD第6卷特典CD                                   | 小比類卷香蓮（楠木燈）                                                         | 雨後天晴                                     | 電視動畫《刀劍神域外傳 Gun Gale Online》相關曲                                   |
| 12月5日  | Bitter Escape                                                                    | 栗花落夜風（楠木燈）                                                           | Bitter Escape ～夜風 edition～               | 《Pan Meshi♪》相關曲                                                             |
| 12月25日 | Passionate Journey                                                               | 大手町梨稟（楠木燈）                                                           | Passionate Journey 願望閃閃發光              | 《温泉女孩》相關曲                                                               |
| 2019年   |                                                                                  |                                                                                |                                              |                                                                                  |
| 3月13日  | 漂白脫兔                                                                         | Blanc Bunny Bandit［栗花落夜風（楠木燈）］                                     | Synchro Fish                                 | 《Pan Meshi♪》相關曲                                                             |
| 3月13日  | 漂白脫兔                                                                         | Blanc Bunny Bandit                                                             | 漂白脫兔                                     | 《Pan Meshi♪》相關曲                                                             |
| 3月13日  | 漂白脫兔                                                                         | Blanc Bunny Bandit                                                             | Avant-garde Band Girls                       | 《Pan Meshi♪》相關曲                                                             |
| 3月13日  | 漂白脫兔                                                                         | 八萬傳統地区振興会                                                             | 奥美濃八萬歌                                 | 《Pan Meshi♪》相關曲                                                             |
| 5月22日  | 要化蝶嗎                                                                         | 凛明館女学校                                                                   | 要化蝶嗎 Discovery!                          | 遊戲《少女☆歌劇 Revue Starlight -Re LIVE-》相關曲                                |
| 5月29日  | 楠木燈的燈露燭 魔法少女莉露莉露的主題曲                                          | 魔法少女莉露莉露（楠木燈）                                                     | 魔法少女莉露莉露的主題曲                     | 電臺《楠木燈的燈露燭》相關曲                                                     |
| 10月16日 | 少女☆歌劇 Revue Starlight Revue Album La Revue Éternelle                         | 石動双葉（生田輝）、花柳香子（伊藤彩沙）、巴珠緒（楠木燈）、秋風壘（紡木吏佐） | 追逐與被追逐的天狼星                         | 遊戲《少女☆歌劇 Revue Starlight -Re LIVE-》相關曲                                |
| 10月23日 | Forest Reincarnation                                                             | 緹亞（楠木燈）、凱拉（石原夏織）                                               | Forest Reincarnation                         | 《Armagia -Project-》相關曲                                                      |
| 10月23日 | Forest Reincarnation                                                             | 緹亞（楠木燈）                                                                 | Calling in fight                             | 《Armagia -Project-》相關曲                                                      |
| 11月11日 | —                                                                                | エニグマフラワーズ                                                             | NON STOP! Enigma Flowers                     | 遊戲《魔法使與黑貓維茲》活動「Colourful! Enigma Flowers」片頭曲                  |
| 11月20日 | Torchlight～夢之燈～                                                             | KiraraQuintet                                                                  | Torchlight～夢之燈～                         | 遊戲《閃耀幻想曲》主題曲                                                         |
| 11月27日 | 異人們的時間                                                                     | 梅莉達·安傑爾（楠木燈）                                                        | 異人們的時間                                 | 電視動畫《刺客守則》片尾曲                                                       |
| 2020年   |                                                                                  |                                                                                |                                              |                                                                                  |
| 1月29日  | 劇場版!?魔法少女莉露莉露 主題歌《Light up!》                                     | 魔法少女莉露莉露（楠木燈）                                                     | 劇場版!?魔法少女莉露莉露 主題歌《Light up!》 | 電臺《楠木燈的燈露燭》相關曲                                                     |
| 3月4日   | Silent World                                                                     | B.A.C                                                                          | 「Silent World」                             | 遊戲《8 beat Story♪》相關曲                                                      |
| 3月12日  | Pious Bullets                                                                    | B.A.C                                                                          | Pious Bullets                                | 遊戲《8 beat Story♪》相關曲                                                      |
| 3月18日  | 共鳴性白染自由主義                                                               | Blanc Bunny Bandit                                                             | 共鳴性白染自由主義                           | 《Pan Meshi♪》相關曲                                                             |
| 3月18日  | 共鳴性白染自由主義                                                               | Blanc Bunny Bandit［栗花落夜風（楠木燈）］                                     | 在沙漠游泳                                   | 《Pan Meshi♪》相關曲                                                             |
| 3月18日  | 共鳴性白染自由主義                                                               | Blanc Bunny Bandit                                                             | OUR JOURNEY                                  | 《Pan Meshi♪》相關曲                                                             |
| 3月18日  | 共鳴性白染自由主義                                                               | Blanc Bunny Bandit                                                             | 新世界Riot                                   | 《Pan Meshi♪》相關曲                                                             |
| 4月5日   | 刹那，轟動的歡聲                                                                 | IN-HI 16                                                                       | No.1 HOLiC IENAI UNKNOWNS                    | 遊戲《八月的棒球甜心》相關曲                                                     |
| 7月15日  | Pan Meshi♪ 古舊與大獎 ROUND1 ～春之陣～                                          | Blanc Bunny Bandit［栗花落夜風（楠木燈）］                                     | ROOM                                         | 《Pan Meshi♪》相關曲                                                             |
| 9月30日  | 魔王學院的不適任者～史上最強的魔王始祖，轉生就讀子孫們的學校～ BD/DVD第1卷特典CD | 米莎（楠木燈）                                                                 | BIRTH//DAY                                   | 電視動畫《魔王學院的不適任者～史上最強的魔王始祖，轉生就讀子孫們的學校～》相關曲 |

## 演唱會

### 單人
| 出演日期          | 名稱                                                   | 会場                                           | 備註                       |
| ----------------- | ------------------------------------------------------ | ---------------------------------------------- | -------------------------- |
| 2018年12月16日    | Kusunoki Tomori birthday live                          | TOKYO FM HALL（東京都）                        |                            |
| 2019年7月21、28日 | 楠木燈 夏季演唱會2019蜃氣樓的地鏡                      | YES THEATER（大阪府） 橫濱地標大廳（神奈川縣） |                            |
| 2019年12月29日    | Kusunoki Tomori coming-of-age                          | EX THEATER ROPPONGI（東京都）                  | 獨唱正式出道               |
| 2020年12月22日    | Kusunoki Tomori Birthday Candle Live                   | ※第一次線上演唱會                              | 發表在2021年春2nd EP的發售 |
| 2021年7月25日     | Tomori Kusunoki Story Live 「LOOM-ROOM #725 -ignore-」 | ※線上演唱會                                    |                            |

### 組合成員
1. 1 2  栗花落夜風（楠木燈）、吉廻千代（高橋未奈美）
2. ↑  栗花落夜風（楠木燈）、黑川亞理紗（安井咲希）
3. ↑  エニグマチェリー（長江里加）、エニグマサンフラワー（楠木灯）、エニグマモーニンググローリー（大津愛理）
4. ↑  アモル（田中美海）、クゥエル（楠木灯）、ベル（菅沼千紗）
5. ↑  栗花落夜風（楠木燈）、百武最中（田中貴子）

## 外部連結
- 官方网站 （日語）
- Sony Music Artists 楠木燈 （页面存档备份，存于）（日語）
- Member's Site「TOMOROOM」 （页面存档备份，存于）（日語）
- 楠木灯的X（前Twitter） （日語）
- YouTube上的楠木灯 Official YouTube Channel頻道（日語）